# Stuttgarter Arbeiten zur Germanistik
Stuttgarter Arbeiten zur Germanistik (SAG) war eine deutsche international ausgerichtete literaturwissenschaftliche Schriftenreihe.

## Geschichte und Inhalte
Die Schriftenreihe wurde seit 1975 herausgegeben und erschien im Verlag Hans-Dieter Heinz, Akademischer Verlag Stuttgart in Stuttgart. Begründet und herausgegeben wurde die Reihe von Ulrich Müller, Franz Hundsnurscher und Cornelius Sommer. 
Programmatisch lag der Schwerpunkt auf der neueren deutschen Sprache und Literatur, insbesondere in Form von für die Publikation aufbereiteten Dissertationen. Bis 2014 erschienen 459 Bände, einzelne davon zugleich in der Reihe Salzburger Beiträge und zahlreichen weiteren Reihen. Mit Band 459/2014 wurde das Erscheinen eingestellt.